# Top (serviço)

Logotipo do Top, em uso desde a sua introdução em 2020.

Top (estilizado em caixa alta como TOP) é um serviço de bilhetagem eletrônica mantido pela Autopass S.A. na Região Metropolitana de São Paulo, implementado na rede de transporte da megalópole pelo Governo de São Paulo desde 2020. O sistema é composto pelos bilhetes em formato de código QR (ou QR code), criado para substituir os bilhetes magnéticos tipo edmonson utilizados nos sistemas de metrô e de trens metropolitanos, podendo eles serem impressos em totens de atendimento em estações dos referidos sistemas ou em estabelecimentos comerciais credenciados, além de serem obtidos eletronicamente através de um aplicativo para dispositivos móveis. Através dele, é possível obter um cartão de transportes físico, pensado para substituir o Cartão BOM, bilhete eletrônico usado nas linhas intermunicipais gerenciadas pela EMTU desde 2006 e, desde 2011, no Metrô e na CPTM, sendo mantido o benefício de integração tarifária entre os sistemas de ônibus e ferroviário. Além disso, esse cartão pode assumir as funções de crédito e de débito, além de conta digital, serviços prestados pela Autopass em parceria com a Pefisa, fintech das lojas Pernambucanas.
A implementação do sistema de bilhetagem em código QR do Top foi pensada para substituir as bilheterias físicas nas estações do Metrô e da CPTM, com a intenção, de acordo com o governo paulista, de reduzir os custos das operações das empresas de transporte na emissão de bilhetes no formato edmonson (usado no Metrô de São Paulo desde sua inauguração) e no transporte de cédulas e moedas usadas no pagamento desses passes, privilegiando o pagamento por meios digitais. No caso do cartão de transporte, ele concentra em um único bilhete diferentes benefícios (como o vale-transporte e a meia-entrada ou passe livre para estudantes, por exemplo) que anteriormente eram disponibilizadas em cartões separados. O novo cartão é aceito em todas as linhas intermunicipais, porém, nem todas as estações do Metrô o aceitam (conforme pode ser visto na seção Aceitação) e os créditos existentes do Cartão BOM não são migrados para o novo do Top, sendo que o governo estadual não estipulou um prazo para iniciá-la e nem mesmo para extinguir o uso dos cartões antigos, num recuo após anunciar o término da aceitação do bilhete eletrônico em favor do cartão de transporte do Top.

## História

### Antecedentes
O Bilhete Único foi implementado pela SPTrans nos ônibus municipais no dia 18 de maio de 2004, na gestão de Marta Suplicy como prefeita de São Paulo, contando a possibilidade de fazer integração tarifária entre as linhas num período de até duas horas na época de seu lançamento. Em 2005, na gestão de José Serra, o cartão passou a ser aceito nas estações do Metrô e da CPTM, ampliando a integração tarifária entre os sistemas de ônibus da SPTrans e a rede de transporte ferroviária gerenciada pelo Governo de São Paulo. A implantação do Bilhete Único no Metrô e na CPTM foi concluída em setembro de 2006.
Por sua vez, a Empresa Metropolitana de Transportes Urbanos (EMTU), responsável pelo gerenciamento do sistema de ônibus intermunicipais da Grande São Paulo, lançou o bilhete eletrônico Cartão BOM (Bilhete Ônibus Metropolitano) em 12 de dezembro de 2006. Anteriormente ao lançamento ao público geral, foram emitidas 70 mil unidades do Cartão BOM Sênior, modalidade destinada a gratuidade para idosos, e 20 mil do Cartão BOM Vale-Transporte. Em 2008, o sistema passou a ser gerenciado pela empresa Promobom Autopass S.A. (posteriormente denominada apenas Autopass S.A.), sob contratação do Consórcio Metropolitano de Transportes de São Paulo (CMT), que operava o Cartão BOM desde seu lançamento.
O Cartão BOM só passou a ser aceito no Metrô e na CPTM com a criação do projeto BOM no Trilhos, que foi implementado pelo Governo de São Paulo a partir de 13 de dezembro de 2011, inicialmente na estação Palmeiras-Barra Funda. No dia 2 de janeiro de 2012, o bilhete passou a ser aceito no Corredor Metropolitano São Mateus–Jabaquara e nos demais ônibus e trólebus operados pela Metra. A integração tarifária entre do Cartão BOM entre os ônibus da EMTU e os trens do Metrô e da CPTM foi instituída em 30 de agosto de 2014, inicialmente com o desconto no valor de R$ 1,35.

### Implementação

#### Fase de testes do bilhete em código QR
A proposta de uso de um bilhete em formato de código QR (formato de código de barras em 2D, cuja sigla em inglês corresponde a quick response, literalmente significando resposta rápida em português), que pode ser usado tanto impresso como digitalmente, através de dispositivos móveis, foi inicialmente proposta pela Secretaria de Transportes Metropolitanos em 2016. O sistema inicialmente foi adotado a partir de junho de 2016, em fase experimental, no Terminal Santo André do Corredor ABD, sob implementação da Autopass. No modal ferroviário, o projeto-piloto se iniciou em outubro de 2016 na estação Tamanduateí da linha 10 do Trem Metropolitano de São Paulo, sendo expandido para outras estações da companhia de trens ao longo do referido ano. Em janeiro de 2017, o horário de venda dos bilhetes em código QR foi ampliado nas estações que os aceitam. Com o final dos testes, o bilhete não foi implementado de forma definitiva.
Em setembro de 2019, um novo projeto-piloto para a implantação dos bilhetes em formato de código QR foi retomado em algumas estações do Metrô e da CPTM, com as vendas feitas por meio das bilheterias e pelo aplicativo VouD, tendo previsão de que a fase experimental seria encerrada em uma prazo de 45 dias. Posteriormente, o prazo foi postergado para ser encerrado em dezembro do mesmo ano. O Governo de São Paulo manteve os testes em 2020.

#### Implantação do bilhete em código QR e extinção dosedmonson
Em 11 de dezembro de 2020, o Governo de São Paulo, através da Secretaria de Transportes Metropolitanos, anunciou oficialmente a adoção do bilhete em formato de código QR – que levou o nome comercial de Top, com uso de tecnologia desenvolvida pela Autopass, empresa mantenedora do Cartão BOM – com a implementação dele no Metrô e na CPTM, que passaram a integrar o novo esquema de bilhetagem integralmente em todos as suas estações. As formas de obtenção do passe inicialmente foram implementadas nas bilheterias das estações, em terminais de autoatendimento disponibilizadas nos interiores dessas paradas, além de estabelecimentos comerciais credenciados. Também foi lançado um aplicativo móvel, também chamado de Top, no qual é possível obter até 10 unidades desse bilhete.
Inicialmente, os bilhetes magnéticos do tipo edmonson, que era o formato usado para a venda de passes unitários nas operações do Metrô e da CPTM até a introdução da versão em código QR, foi mantida. De acordo com o governo paulista, o bilhete em código QR foi implementado por propiciar uma redução de custos operacionais, tendo em vista que os passes no formato edmonson seriam substituídos pelos emitidos em código QR futuramente. O bilhete no formato edmonson deixou de ser vendido pelas bilheterias do Metrô e da CPTM em abril de 2021, que passaram a vender apenas os passes na forma de código QR.

#### Extinção das bilheterias e introdução do cartão Top
No dia 4 de outubro de 2021, a Secretaria Transportes Metropolitanos anunciou que iria extinguir todas as bilheterias das estações do Metrô e da CPTM até o final desse mesmo ano, alegando que o encerramento das atividades traria uma economia de 100 milhões de reais por ano para as duas empresas de transportes com a priorização da obtenção dos passes em código QR através de terminais de autoatendimento. Essa alteração na configuração das estações –  originalmente programada para se iniciar no dia 15 de outubro, com o fechamento das bilheterias das estações Belém, da linha 3 do Metrô, e Granja Julieta, da linha 9 da CPTM – inicialmente começou com a redução do horário de funcionamento de algumas estações, que passaram a vigorar nos horários de pico durante dois períodos de quatro horas a partir do dia 8 do mesmo mês. O fechamento definitivo das bilheterias dessas estações foi adiado para 22 de outubro, devido a volta das aulas presenciais na rede estadual de ensino.
A medida de fechamento das bilheterias foi criticada pelo Sindicato dos Metroviários, que disse que as "quedas constantes do sistema, falta de papel para imprimir o QR Code e falta de informação aos passageiro" prejudicavam o usuário dos modais metro-ferroviários, além de "destruição de postos de trabalho" com a implementação do bilhete em código QR e o término das bilheterias, que os sindicalistas classificaram como algo que colocaria a "segurança de vários funcionários em risco".
Em 5 de novembro de 2021, durante a inauguração da estação João Dias da linha 9 do Trem Metropolitano de São Paulo, o governador João Doria e o secretário de transportes metropolitanos Paulo Galli introduziram o cartão de transporte Top, criado para substituir o Cartão BOM, mantendo a aceitação do Bilhete Único inalterada no Metrô e na CPTM e o serviço de integração tarifária existente aos usuários aderentes ao novo cartão. A estação João Dias foi a primeira do sistema de transporte metro-ferroviário de São Paulo a não incluir uma bilheteria física. Apesar de ela ter sido prevista em seu projeto (bancado pelo poder público e pela Brookfield Brasil, responsável também por fazê-lo e executar a construção), a bilheteria foi substituída por um ponto de solicitação do novo cartão Top.
A Autopass, responsável pela emissão do bilhete eletrônico, também introduziu serviços financeiros ao passe plástico de transporte, que incluem conta digital e cartões de débito e de crédito com a bandeira Mastercard, numa parceria com a Pefisa, financeira das lojas Pernambucanas, firmada em junho de 2021. É possível obter uma versão que engloba apenas a funcionalidade de transporte. Outra funcionalidade oferecida pelo novo bilhete é a possibilidade de obter vários benefícios, como o vale-transporte, por exemplo, em um único cartão, o oposto do que ocorria com o Cartão BOM. Também foi divulgado um calendário de substituição dos antigos cartões, que se iniciou no mesmo dia de 5 de novembro, com a troca dos cartões de vale-transporte, e tem previsão de ser encerrado em 31 de março de 2022.
No mesmo evento, o Governo de São Paulo informou que o mesmo 31 de março será a data limite para a aceitação do Cartão BOM, comunicando também que os créditos dele não seriam migrados para o cartão Top, podendo eles serem utilizados até o término de sua aceitação. O serviço de recarga do Cartão BOM, por sua vez, foi programado para ser encerrado dois meses antes, a partir de janeiro. Na semana seguinte, em nota ao site Diário do Transporte em 11 de novembro, o Procon de São Paulo se manifestou de forma contrária a extinção dos créditos remanescentes nos bilhetes, exigindo que fosse fornecida a possibilidade de migrá-los de um cartão para o outro. O secretário Paulo Galli, em entrevista à rádio BandNews FM no dia 18 de novembro, reafirmou que o governo manteria a iniciativa de extinguir os créditos. No dia 25 de novembro, uma semana depois dessa entrevista, Rafael Calabria, pesquisador do Instituto Brasileiro de Defesa do Consumidor (Idec), disse para a Rádio Brasil Atual que a decisão do governo estadual de não migrar os créditos entre os cartões BOM e Top é uma "medida abusiva e errada". No mesmo dia, o Procon manteve seu posicionamento, após Galli afirmar o que a gestão estadual iria avaliar o uso futuro dos créditos do Cartão BOM.

#### Fraudes e adiamento do fim das bilheterias
Em 26 de novembro de 2021, a Polícia Civil de São Paulo iniciou uma investigação sobre fraudes praticadas na obtenção do bilhete Top por criminosos sem o devido pagamento, após um homem que os revendiam ser detido com um total de 107 bilhetes na estação Mauá da linha 10 do Trem Metropolitano de São Paulo. Na semana seguinte, no dia 3 de dezembro de 2021, 386 bilhetes obtidos irregularmente foram apreendidos com um homem que os revendiam na estação Jardim São Paulo da linha 1 do Metrô.
Em 9 de dezembro de 2021, o Governo de São Paulo decidiu adiar o fechamento das bilheterias do Metrô e da CPTM, que ocorreria até o final do referido ano, devido aos problemas que os passageiros tiveram ao utilizar o bilhete em código QR nos validadores das catraca das estações e o mal funcionamento das máquinas de autoatendimento.

## Recursos

### Bilhete em código QR
Criados para substituírem os modelos edmonson, os bilhetes em formato de código QR são disponibilizados impressos através de máquinas de autoatendimento (que foram chamadas de ATMs, sigla em inglês para caixa eletrônico, apesar de não aceitarem cédulas de dinheiro) em estações do Metrô e da CPTM, além de uma rede de estabelecimentos credenciadas. Esses estabelecimentos têm a liberdade de definir a forma de pagamento, diferentemente das máquinas, que aceitam apenas cartões de crédito e de débito. As bilheterias do Metrô e da CPTM também passaram a vendê-los, com pagamento em dinheiro.
Digitalmente, eles foram disponibilizados no aplicativo móvel do Top, que requer cadastro para a compra do bilhete, e também por meio de chat, através de um número de telefone cadastrado no serviço de mensagens instantâneas WhatsApp. Em ambos os serviços, o pagamento também pode ser realizado por Pix. É possível comprar até 10 unidades do bilhete em código QR pelo aplicativo do Top e até cinco bilhetes unitários pelo serviço oferecido através do WhatsApp.

### Cartão
O cartão Top concentra as funções de bilhetagem eletrônica, cartão de débito e/ou de crédito, todas elas gerenciadas através do aplicativo móvel do Top, que também pode assumir a funcionalidade de conta digital, além da emissão de bilhetes em código QR. Exceto pela funcionalidade de cartão de transporte, todas as demais modalidades oferecidas pelo Top são opcionais. Além desses serviços, o cartão de transporte concentra em si todos os benefícios (como vale-transporte, passe escolar e gratuidade para idosos) concedidos anteriormente em cartões separados.
O novo bilhete metropolitano foi implementado para substituir o Cartão BOM, mantendo a funcionalidade de integração entre a rede de transporte intermunicipal da EMTU com os trilhos do Metrô e da CPTM, já existente no bilhete eletrônico anterior, além de manter inalterada a aceitação do Bilhete Único da SPTrans pelas estações metro-ferroviárias. Por sua vez, o Cartão BOM deixaria de ser aceito nos validadores da EMTU, CPTM e Metrô em 31 de março de 2022, mas o Governo de São Paulo garantiu que os usuários poderão usar o saldo remanescente do antigo cartão até o seu esgotamento, já que eles não serão transferidos para o cartão Top.

## Aceitação
O bilhete Top em código QR foi implementado oficialmente em 11 de dezembro de 2020. Já o cartão de transporte Top foi anunciado em 5 de novembro de 2021, durante a inauguração da estação João Dias, sendo criado para substituir o Cartão BOM. Este último, além de ser aceito nas linhas de ônibus da EMTU, também é aceito nas linhas municipais de alguns municípios da Grande São Paulo, no qual o cartão de transporte Top não foi, incialmente, aceito.
Estações de metrô e de trens metropolitanos
- Bilhete em código QR: Todas as estações da rede metro-ferroviária aceitam bilhetes em código QR do Top.[61]
- Cartão de transporte: Todas as estações da CPTM e as das linhas 1, 2, 3 e, parcialmente, 5 e 15 do Metrô aceitam o cartão de transporte Top. As exceções são todas as estações da linha 4 (mantida pela ViaQuatro) e as estações Adolfo Pinheiro e Campo Limpo, da linha 5 (mantida pela ViaMobilidade), e as estações Oratório e Vila Prudente, da linha 15 do Metrô.[60]

Linhas de ônibus
- Bilhete em código QR: Não há aceitação, mas a bilhetagem em código QR deverá ser implementada em um prazo não informado pela Secretaria de Transportes Metropolitanos.[62]
- Cartão de transporte: Desde 1 de fevereiro de 2022, o cartão é aceito em todas as linhas gerenciadas pela EMTU na Região Metropolitana de São Paulo. O prazo original para a implementação teria ocorrido em 20 de dezembro de 2021.[63]

| Região                            | Cidade                | Modalidade/aceitação | Modalidade/aceitação | Modalidade/aceitação |
| Região                            | Cidade                | Municipal            | Intermunicipal       | Suburbano            |
| --------------------------------- | --------------------- | -------------------- | -------------------- | -------------------- |
| Região Metropolitana de São Paulo | Arujá                 | Sim                  | Sim                  | —                    |
| Região Metropolitana de São Paulo | Carapicuíba           | Não                  | Sim                  | —                    |
| Região Metropolitana de São Paulo | Cotia                 | Sim                  | Sim                  | —                    |
| Região Metropolitana de São Paulo | Ferraz de Vasconcelos | Não                  | Sim                  | —                    |
| Região Metropolitana de São Paulo | Poá                   | Não                  | Sim                  | —                    |
| Região Metropolitana de São Paulo | Ribeirão Pires        | Não                  | Sim                  | —                    |
| Região Metropolitana de São Paulo | Rio Grande da Serra   | Sim                  | Sim                  | —                    |
| Região Metropolitana de São Paulo | Suzano                | Não                  | Sim                  | —                    |
| Região Metropolitana de São Paulo | Taboão da Serra       | Sim                  | Sim                  | —                    |
| Região Metropolitana de Sorocaba  | Ibiúna                | Não                  | Não                  | Sim                  |
| Região Metropolitana de Sorocaba  | São Roque             | Não                  | Não                  | Sim                  |